# 脳腸相関
脳腸相関（のうちょうそうかん、英: brain-gut interaction）とは、ヒトにおいて脳の状態が腸に影響を及ぼし、逆に腸の状態も脳に影響を及ぼす現象である。脳と腸は自律神経系やホルモン、サイトカインなどの液性因子を介して密に関連していることが知られている。この双方向的な関連を「脳腸相関」（英: brain-gut interaction）または「脳腸軸」（英: brain-gut axis）と呼ぶ。これは成人だけではなく子供にも見られる。

## 脳が腸へ与える影響
脳からは腸へ向けて神経が投射しており、精神的なストレスが消化管に影響を及ぼすことが知られている。

## 腸が脳へ与える影響
様々な原因で腸の状態が悪いと、血液を介して脳が有害物質に曝される危険性が指摘されている。また腸内で腸内細菌叢が産生する物質が、脳に影響を与えることもある。

## 直感への影響
直感に頼ることが常に最適な意思決定戦略であるとは言えないが、実社会では時間的制約から直感に頼らざるを得ないことも少なくないため、脳の専門家は直感を完璧にするために脳腸相関を大切にすることを勧めている。